# Dicaelindus
Dicaelindus es un  género de coleópteros adéfagos de la familia Carabidae.

## Especies
Comprende las siguientes especies:
- Dicaelindus collinus Andrewes, 1931
- Dicaelindus feldspathicus W.S.Macleay, 1825
- Dicaelindus impunctatus (Bates, 1886)
- Dicaelindus laevis Straneo, 1992
- Dicaelindus laticollis Straneo, 1992
- Dicaelindus longimalis Andrewes, 1937
- Dicaelindus marginatus Straneo, 1972
- Dicaelindus nitescens (Tschitscherine, 1900)
- Dicaelindus omestes Andrewes, 1933
- Dicaelindus pernitidus (Chaudoir in Oberthur, 1883)
- Dicaelindus ryukyuensis Habu, 1978